# Рынок (Ставропольский край)
Рынок — хутор в Шпаковском муниципальном округе Ставропольского края России.

## География
Хутор Рынок расположен у северо-западного подножия горы Недреманной:132, в 5 км юго-западнее хутора Польский, с которым его соединяет просёлочная дорога. Расстояние по прямой до краевого центра составляет 21 км, до центра округа — 33 км.
К северо-западу от хутора находятся несколько прудов. С юга на север его пересекает балка Воровская, впадающая в реку Егорлык слева, напротив населённого пункта Верхнеегорлыкский.
На южной окраине хутора расположен ясеневый лес, произрастающий в упомянутой выше балке и именуемый Воровским.

## Этимология
По преданию, на том месте, где возник нынешний хутор, раньше торговали людьми (отсюда название).

Столь необычное название местные жители связывают с невольничьим торгом, который в прошлом якобы происходил в этой местности. Если же вспомнить, что соседняя балка ещё в XIX в. была прозвана Воровской, поскольку служила убежищем людям, имевшим трения с законом, то более приемлемой становится иная трактовка. На воровском жаргоне «рынок» означает «небольшой овраг», «овражек» (Даль).— Кузьминых Ю. В. У мыса Невинного:132
Варианты наименования: Рынка, Рынки

## История
Хутор встречается на пятивёрстной карте Кавказа.
Во время Великой Отечественной войны с августа 1942 года Рынок находился в оккупации. Освобождён 21 января 1943 года.
На 1 марта 1966 года хутор числился в составе Татарского сельсовета с центром в селе Татарка:27.
В 1991 году в населённом пункте насчитывалось 30 дворов и 77 жителей.
До 16 марта 2020 года хутор Рынок входил в состав упразднённого Татарского сельсовета.
В 2021 году, по сведениям администрации округа, число жителей хутора составляло 106 человек.

## Население
| 1989 | 2002 | 2010 | 2013 | 2014 |
| ---- | ---- | ---- | ---- | ---- |
| 83   | ↘70  | ↗76  | →76  | →76  |

Национальный состав
По данным переписи 2002 года, 60 % населения — даргинцы.

## Инфраструктура
В населённом пункте две улицы — Лесная и Подгорная.
В южной части хутора расположено общественное закрытое кладбище.
Водоснабжение населения Рынка обеспечивается из родниковых источников горы Недреманной.